# Atletismo nos Jogos Pan-Americanos de 1983 - Heptatlo feminino
A prova do heptatlo feminino nos Jogos Pan-Americanos de 1983 foi realizada em Havana, Cuba.

## Medalhistas
| Ouro                          | Prata                            | Bronze                 |
| Conceição Geremias BRA Brasil | Cindy Greiner USA Estados Unidos | Elida Aveillé CUB Cuba |

## Resultados
| Posição           | Nome                | Nacionalidade            | Pontos | Notas |
| ----------------- | ------------------- | ------------------------ | ------ | ----- |
| Medalha de ouro   | Conceição Geremias  | BRA Brasil               | 6084   |       |
| Medalha de prata  | Cindy Greiner       | USA Estados Unidos       | 6069   |       |
| Medalha de bronze | Elida Aveillé       | CUB Cuba                 | 5755   |       |
| 4                 | Leyda Castro        | DOM República Dominicana | 4776   |       |
| 5                 | Hildelisa Despaigne | CUB Cuba                 | 4595   |       |
| 6                 | Emy González        | VEN Venezuela            | 4518   |       |